# Liste der Kulturdenkmale in Schönbach (Colditz)
In der Liste der Kulturdenkmale in Schönbach sind die Kulturdenkmale des Colditzer Ortsteils Schönbach verzeichnet, die bis Mai 2024 vom Landesamt für Denkmalpflege Sachsen erfasst wurden (ohne archäologische Kulturdenkmale). Die Anmerkungen sind zu beachten.
Diese Aufzählung ist eine Teilmenge der Liste der Kulturdenkmale in Colditz.

## Schönbach
| Bild                                    | Bezeichnung | Lage                            | Datierung                                                                                       | Beschreibung | ID       |
| --------------------------------------- | --- | ------------------------------- | ----------------------------------------------------------------------------------------------- | --- | -------- |
| Direkt Bild zu diesem Denkmal hochladen | Gedenkstein für Rudi Arndt                                                                                                 | Alte Dorfstraße (Karte)         | Ende 1960er Jahre                                                                               | Granitfindling mit Inschrift und rotem Dreieck, zur Erinnerung an den Kommunisten,Antifaschisten und Widerstandskämpfer Rudi Arndt, zeitgeschichtliche Bedeutung. Unbehauener Granitstein, VVN-Denkmal, Inschrift „Zum Gedenken Rudi Arndt 1909–1940“ und eingemeißelter roter Winkel, von zwei Thuja-Bäumen flankiert. | 08974490 |
|                                         | Ehemalige Käserei Schubert (heute Dorfmuseum)                                                                              | Am Drachenberg 1 (Karte)        | Um 1860                                                                                         | Schlichter Putzbau mit Krüppelwalmdach, heimat- und baugeschichtliche Bedeutung. - Wohnhaus: zweigeschossig, massiv, Erdgeschoss großes Scheunentor auf Schiene (verglaste Toreinfahrt, jetzt als Schaufenster genutzt), Fenstergewände im Obergeschoss Kunststein (profiliert), Krüppelwalmdach, Biberschwanzdeckung - in der Ausstellung: Sammlung mit Exponaten aus der Land- und Forstwirtschaft, Handwerk, Hauswirtschaft, Ortsgeschichte und Korbausstellung - Einfriedung (Streichung 2015): Stengelzaun auf Bruchsteinmauersockel | 08974491 |
| Weitere Bilder                          | Herrenhaus und Einfriedung des ehemaligen Rittergutes                                                                      | Bad Lausicker Straße 37 (Karte) | Um 1830                                                                                         | Breitgelagerter Putzbau mit Krüppelwalmdach, Segmentbogenportal und Porphyrtuffrahmungen, orts-, kultur- und baugeschichtliche Bedeutung. - Herrenhaus: zweigeschossig, massiv, Bruchstein, verputzt, Krüppelwalmdach, Biberschwanzdeckung, Segmentbogeneingang (Porphyrtuff) mit Schlussstein, Fenstergewände Porphyrtuff, elf Fensterachsen, konkav profilierte Ziegelsteintraufe (verputzt), Stalleingang (Porphyrtuffsegmentbogenportal mit Schlussstein), im Stall preußische Kappen, Eisensäulen - Einfriedung: Bruchsteinmauer, verputzt, Schieferabdeckung in unregelmäßigen Abständen abgetreppt, Eisengitter, ein quadratischer Torpfeiler erhalten (Ziegelstein, Porphyrtuffabdeckung als konkaver Abschluss) | 08974493 |
|                                         | Wohnstallhaus (mit Anbau), Auszugshaus (Haushälfte) und Scheune eines Vierseithofes                                        | Bad Lausicker Straße 49 (Karte) | Bezeichnet mit 1858 (Wohnstallhaus); Mitte 19. Jahrhundert (Scheune); um 1900 (Auszugshaus)     | Zeittypische Putzbauten, teils mit Gliederungselementen in Naturstein, Wohnstallhaus mit Drillingsfenster (Palladio-Motiv) im Giebel, größter Hof des Ortes von straßenbildprägender Wirkung, heimat- und baugeschichtliche Bedeutung. - Wohnstallhaus, bezeichnet 1858 (Türsturz): zweigeschossig, massiv, Bruchstein, Satteldach, Putzgliederung (Eckquaderung um 1900), Fenster- und Türgewände in Porphyrtuff, profilierte Türgewände mit gerader Überdachung und Inschrift „1858 J.G...escher“, nach hinten eingeschossiges Backhaus aus Bruchstein, mit Walmdach und Porphyrtufffenstergewände - zweischiffiger Stall: böhmische Kappen, Steinsäulen, reich gegliederter Giebel mit Rundbogen- und Segmentbogenfenstern, Palladiomotiv - Scheune (gegenüber Wohnhaus): zweigeschossig, massiv, Bruchstein, Eckquaderung aus Porphyrtuff, zwei große Segmentbogentordurchfahrten und Holztore auf Schienen, Obergeschoss Segmentbogenfenster mit Porphyrtuffsohlbank, Satteldach - Auszugshaus: zweigeschossig, Bruchstein, verputzt, Kunststeingewände, im Giebel rundbogige Zwillingsfenster, Satteldach, hintere Haushälfte stark verändert | 08974685 |
|                                         | Häuslerhaus | Bad Lausicker Straße 51 (Karte) | Um 1800                                                                                         | Obergeschoss Fachwerk verbrettert, heimat- und baugeschichtlich von Bedeutung. Zweigeschossig, Erdgeschoss massiv, Bruchstein, verputzt, Obergeschoss Fachwerk, verbrettert, originale Fenster, Satteldach, Eingangsgewände Porphyrtuff, Tür und Fenster zum Teil um 1900, Tür mit Oberlicht, Giebel im oberen Teil verbrettert, Giebelseite nach hinten abgeschleppt, äußere Traufseite im hinteren Teil auch im Obergeschoss massiv (Ziegelstein). | 08974492 |
| Weitere Bilder                          | Kirche mit Ausstattung sowie Kirchhof mit Einfriedung, Denkmal für die Gefallenen des Ersten Weltkrieges und Grabmal Kurth | Kirchweg (Karte)                | 1812–1813 (Kirche); um 1820 (Kanzelaltar); 1890 (Taufe); 1901 (Orgel); um 1920 (Kriegerdenkmal) | Große Saalkirche mit eingestelltem Westturm, flach gedecktes Inneres mit Kanzelaltar und dreiseitigen Emporen, Ausmalung 1901, Gefallenendenkmal an die Ostseite der Kirche angelehnt, dreiteilig mit Kreuz und Inschriftentafeln, Grabmal Kurth mit Engelsfigur in Marmor auf Sockel, baugeschichtliche, ortsgeschichtliche, kirchengeschichtliche, künstlerische, kulturgeschichtliche und städtebauliche (ortsbildprägende) Bedeutung. - Saalkirche: massiv, verputzt, hohe Rundbogenfenster, Walmdach, querschiffähnlicher Sakristeianbau mit Satteldach, Westturm auf quadratischem Grundriss, oben oktogonaler Grundriss, Rundbogenportal (Porphyrtuff) mit Schlussstein, welsche Haube, Laterne, Knauf, Wetterfahne - ummauerter Kirchhof als Umgebung einer Dorfkirche: Baujahr 1812/13, lockere Gräberbelegung (dazwischen Rasen), viele Grabeinfassungen aus geschnittenen Eibenhecken (prägend), Chamaecyparis- und Eibenhecken zur Strukturierung des Friedhofes. - Kriegerdenkmal für die Gefallenen des Ersten Weltkrieges: an die Ostseite der Kirche angelehntes Hochkreuz aus Porphyrtuff mit Inschrift „1914–1919“ und Schwertrelief flankiert von zwei Inschrifttafeln mit Dreieckgiebel mit Eichenlaubrelief „Im großen Kriege sind geblieben“ und die Namen der Gefallenen (aus Schönbach, Leisenau, Kötteritzsch, Großsermuth, Kleinsermuth, Thumirnicht, Zschetzsch). für Gefallene des Ersten und Zweiten Weltkrieges, Plattenbelag (Polygonalverband) - Einfriedung des Kirchhofs: umlaufend Bruchsteinmauer, teilweise als Stützmauer, teilweise verputzt, Abdeckung ebenfalls verputzt, Eingänge von Osten (Holzlattentor) und Westen (gemauerte Pylone mit Abdeckung aus Porphyrtuff, Holzlattentor) - Grabstätte für Bertha Lina Kurth geb. Thierfelder (1889–1913) und Ernst Oswald Kurth (1880–1941): (nachgenutzt Spreer, B 4 1+2), westlich der Kirche, schwarzer Granit (?) und Marmor, kniende Engelsfigur mit Kreuz auf Sockelstein mit Inschrift, Einfassung Sockel und kleine Pfosten in Stein, verbunden durch Metallstäbe, aufwändige und ansprechende Grabanlage des frühen 20. Jahrhunderts - Altbaumbestand: darunter Linden-Paar vor dem Kirchportal und an einer Seitenpforte im Norden. Lebensbaum-Allee vom östlichen Eingang zur Kirche - Nebengebäude (Leichenhalle): Zugangswege mit wassergebundener Decke (grau) befestigt - Blickbeziehungen von dem höher gelegenen Friedhof über das Dorf und in die Landschaft | 08974484 |
|                                         | Pfarrhaus, mit Einfriedung                                                                                                 | Kirchweg 14 (Karte)             | Bezeichnet mit 1712 (Schlussstein im Türzsturz)                                                 | Stattlicher Putzbau mit Krüppelwalmdach, Obergeschoss teils Fachwerk verputzt, Fenster- und Türrahmungen in Porphyrtuff, ortsgeschichtliche, kirchengeschichtliche und baugeschichtliche Bedeutung. - Pfarrhaus: zweigeschossig, Krüppelwalmdach, Biberschwanzdeckung, Erdgeschoss massiv, Fachwerkobergeschoss, verputzt (zum Teil originaler Putz um 1900) mit aufgeputztem Gesimsband, Fensterfaschen, im Erdgeschoss Porphyrtuffgewände, Giebel massiv, hofseitig Eingang mit Oberlicht und Sturz mit Schlussstein (bezeichnet mit „A.D.MDCCXII“) aus Porphyrtuff, innen Türgewände aus Porphyrtuff (profilierte) - Einfriedung: Bruchsteinmauer, im Garten Erdkeller, zum Garten Stützmauer - im Garten Treppe (Porphyrtuff) zum tiefer gelegenen Teil des Gartens - Seitengebäude (Abbruch vor 2012): eingeschossig, massiv, verputzt, Porphyrtuffgewände (Fenster und zwei Eingänge), Krüppelwalmdach, zum Teil Biberschwanzdeckung, Holzbalkendecke | 08974485 |
| Weitere Bilder                          | Seitengebäude eines Dreiseithofes                                                                                          | Obere Dorfstraße 24 (Karte)     | Bezeichnet mit 1776 (Inschrifttafel); um 1820 (Seitengebäude)                                   | Zeittypischer und landschaftstypischer Fachwerkbau in straßenbildprägender Lage, heimat- und baugeschichtliche Bedeutung. Erdgeschoss massiv, Eingang mit Holzsturz, alte Türen und Fenster, Tür mit Kunststeingewände, Obergeschoss zweiriegliges Fachwerk, Lehmgefache (Kalkputz), weiter Dachüberstand, Krüppelwalmdach, Biberschwanzdeckung. | 08974489 |
|                                         | Häuslerhaus | Schönbacher Hohle 5 (Karte)     | Ende 18. Jahrhundert                                                                            | Fachwerkbau mit Thüringer-Leiter-Motiv, eines der ältesten Fachwerkbauten des Ortes, heimat- und baugeschichtliche Bedeutung. Zweigeschossig, Erdgeschoss massiv, verputzt, Giebel massiv, Obergeschoss Fachwerk, neue Fenster und Türen, originale Fenstergrößen, sehr steiles Satteldach, Holztraufe, Biberschwanzdeckung. | 08974683 |
|                                         | Ehemaliger Gasthof „Zur sächsischen Krone“ mit Saalanbau (heute Gemeindezentrum)                                           | Untere Dorfstraße 11 (Karte)    | 18. Jahrhundert (Gasthof); um 1880, später überformt (Saalanbau)                                | Straßenbildprägender Putzbau in spätbarocker Form, schlichte Fassadengestaltung und hohes Dach, an der Nordseite jüngerer Anbau, rechtwinklig angefügter Saal mit großen Rundbogenfenstern, orts- und baugeschichtliche Bedeutung. - Gasthof und Saalanbau auf winkelförmigem Grundriss: zweigeschossig, massiv, Fensterfaschen, Türgewände porphyrtuffimitierender eingefärbter Putz, Erdgeschoss Dreiecksfensterüberdachung, schräges Türgewände mit Dreiecksüberdachung (Porphyrtuff-Kunststein), Walmdach, zum Teil einseitig mit Schopf, Biberschwanzdeckung, Giebelseite im Obergeschoss verschiefert (mit Dreiecksornamentik) - Saal: zweigeschossig, Erdgeschoss Rechteckfenster, Obergeschoss große Rundbogenfenster, Gewände Porphyrtuff, Satteldach | 08974488 |
| Direkt Bild zu diesem Denkmal hochladen | Wäschemangel | Untere Dorfstraße 16 (Karte)    | Anfang 20. Jahrhundert                                                                          | Im Wohnhaus eines Bauernhofes, wirtschaftshistorische Bedeutung. Wäscherolle aus Holz, Eisenzahnrad, Blechschild mit Aufschrift „Richard Gröschel, Wäschemangel, Dresden - Laubegast, gegr. 1838“, Rollholz, Rollgatter, Arbeitsplatz zum Aufdocken der Wäsche, Wohnhaus bezeichnet mit 1828. | 08974487 |

## Tabellenlegende
- Bild: Bild des Kulturdenkmals, ggf. zusätzlich mit einem Link zu weiteren Fotos des Kulturdenkmals im Medienarchiv Wikimedia Commons. Wenn man auf das Kamerasymbol klickt, können Fotos zu Kulturdenkmalen aus dieser Liste hochgeladen werden:
- Bezeichnung: Denkmalgeschützte Objekte und ggf. Bauwerksname des Kulturdenkmals
- Lage: Straßenname und Hausnummer oder Flurstücknummer des Kulturdenkmals. Die Grundsortierung der Liste erfolgt nach dieser Adresse. Der Link (Karte) führt zu verschiedenen Kartendiensten mit der Position des Kulturdenkmals. Fehlt dieser Link, wurden die Koordinaten noch nicht eingetragen. Sind diese bekannt, können sie über ein Tool mit einer Kartenansicht einfach nachgetragen werden. In dieser Kartenansicht sind Kulturdenkmale ohne Koordinaten mit einem roten bzw. orangen Marker dargestellt und können durch Verschieben auf die richtige Position in der Karte mit Koordinaten versehen werden. Kulturdenkmale ohne Bild sind an einem blauen bzw. roten Marker erkennbar.
- Datierung: Baubeginn, Fertigstellung, Datum der Erstnennung oder grobe zeitliche Einordnung entsprechend des Eintrags in der sächsischen Denkmaldatenbank
- Beschreibung: Kurzcharakteristik des Kulturdenkmals entsprechend des Eintrags in der sächsischen Denkmaldatenbank, ggf. ergänzt durch die dort nur selten veröffentlichten Erfassungstexte oder zusätzliche Informationen
- ID: Vom Landesamt für Denkmalpflege Sachsen vergebene, das Kulturdenkmal eindeutig identifizierende Objekt-Nummer. Der Link führt zum PDF-Denkmaldokument des Landesamtes für Denkmalpflege Sachsen. Bei ehemaligen Kulturdenkmalen können die Objektnummern unbekannt sein und deshalb fehlen bzw. die Links von aus der Datenbank entfernten Objektnummern ins Leere führen. Ein ggf. vorhandenes Icon  führt zu den Angaben des Kulturdenkmals bei Wikidata.